# Sierra de Aznar

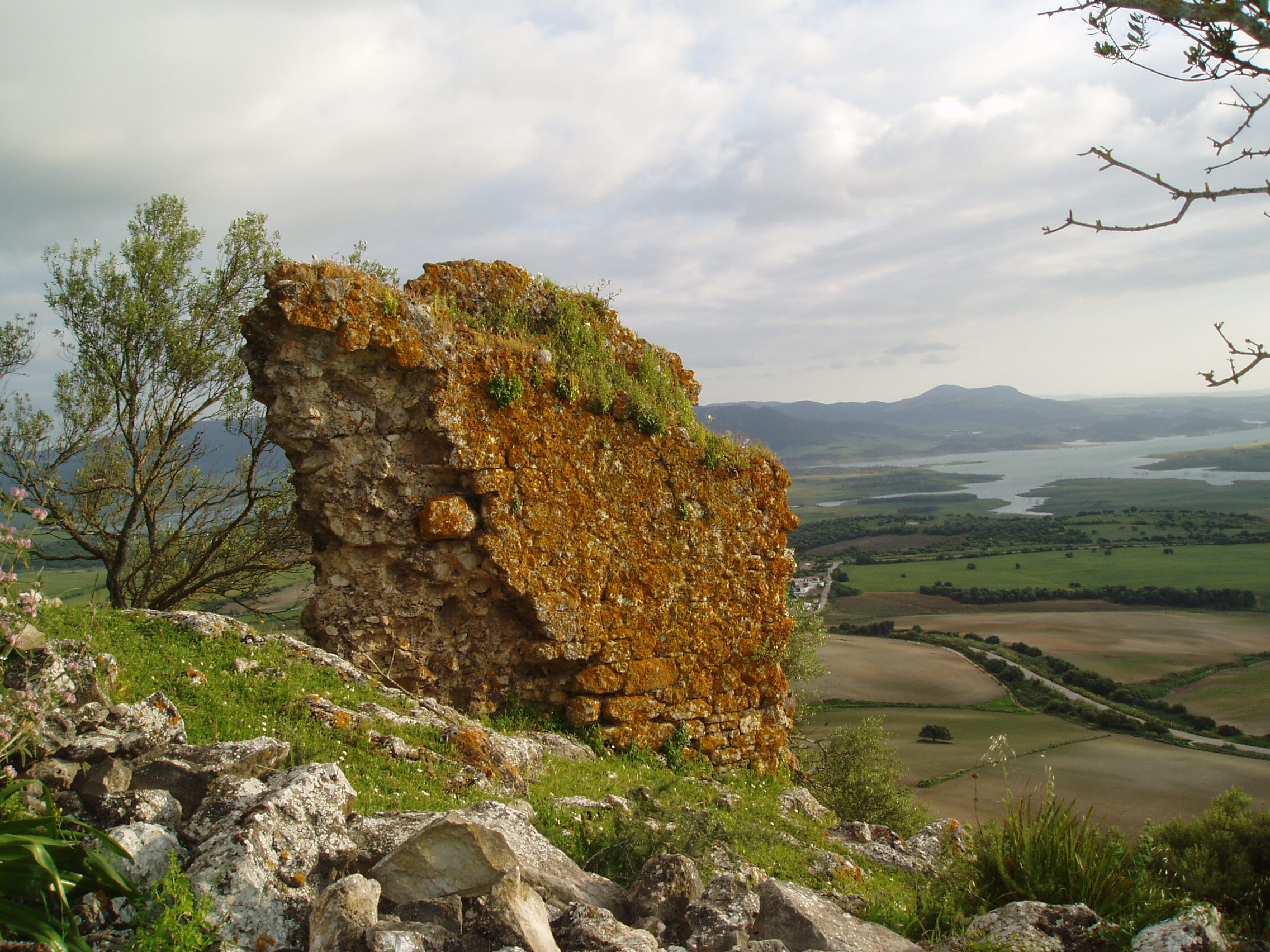
Restos arqueológicos de Calduba, en la Sierra de Aznar.

Sierra de Aznar es una estribación montañosa de la provincia española de Cádiz, perteneciente al término municipal de Arcos de la Frontera, con 413 m s. n. m., y a medio camino entre Arcos y Algar.

## Historia
Contiene el yacimiento romano de Calduba. Las estructuras descubiertas en el yacimiento indican la presencia masiva de conductos para gestión de agua tanto para fines de ocio como de minería«El magnetismo de Sierra Aznar, entre Arcos y Algar: primeras evidencias de minería romana». La Voz del Sur.es. Consultado el 24 de octubre de 2022.